# 西川きよし
西川 きよし（にしかわ きよし、1946年〈昭和21年〉7月2日 - ）は、日本の漫才師、お笑いタレント、司会者、政治家。元参議院議員（3期）、文化功労者。高知県高知市朝倉生まれ、大阪市港区住吉区育ち。血液型O型。吉本興業所属。本名は西川 潔（読み同じ）。5人姉弟の次男（姉3人、兄1人）。妻はタレントの西川ヘレン、長男は俳優の西川忠志、次男は元俳優の西川弘志、長女はタレントの西川かの子。愛称は、キー坊。

## 人物
高知市立朝倉小学校から大阪市立市岡小学校を経て大阪市立三稜中学校卒業（14期生）。姉は六代桂文枝と同級生だった。
きよしと同じく高知県で生まれ、大阪府で育った横山やすしと漫才コンビを結成し、国民的人気を博した。漫才コンビ「やすしきよし」（略称・やすきよ）は漫才ブームの火付け役になり、日本武道館での公演も果たし吉本興業の躍進に貢献、2020年に漫才分野として初の文化功労者に選ばれた。平成以降三代目笑福亭仁鶴、六代桂文枝（旧名：桂三枝）と共に所属筆頭格の芸人とされている（かつて発売された「よしもとタレント名鑑」では当時の三枝と共にトップページに掲載された）。また座右の銘であり、漫才における決め台詞「小さなことからコツコツと」をスローガンとして政界にも進出し、芸人としての活動を並行して行いながら参議院議員を3期18年務めた。
弟子に漫才師の西川のりお等がおり、弟子には芸名に「西川」の屋号（苗字）を与えている。
フジテレビ「ザ・ベストハウス123」の番組にてシーランド公国のロードの称号を得た（ただし、この称号は、数千円相当で購入可能なものである）。「伯爵位を持つ」と誤解されることがあるが、本番組できよしの得た称号「ロード（卿）」は男爵以上の爵位を持つ貴族全般への敬称であり爵位とは異なるものである。
大阪市内に、吉本とは別に個人事務所「オフィス西川」を設けている。
2022年10月、日本経済新聞朝刊に「私の履歴書」を連載。

## 来歴

### 生い立ち
高知市で5人姉弟（姉が3人、兄1人）の次男として生まれた。父・義道は製材所を営んでいたが、知人の保証人となったことから債務取り立てに追われるようになり、1954年、きよしが小学2年生の時に一家で逃げるように大阪に転居した。家計は苦しく、父は2日に1度しか帰宅できない過酷な条件でタクシー運転手となり、母・清意は内職をし、姉・兄もアルバイトに明け暮れ、きよしも10歳のときから八百屋、牛乳配達、新聞配達（毎日新聞）などのアルバイトをするなどして家計を支えた。中学時代はサッカーに傾倒し、高校でもサッカー部に所属することを希望していたが、父親が十二指腸潰瘍で倒れたことから、高校進学を断念しやむなく就職する。
1962年、中学卒業と同時に自動車整備工場に就職したが、1年目に溶接中の引火事故で首から上に大やけどを負った。4ヵ月の長期入院により奇蹟的に回復したが、大事故のトラウマを抱えたまま整備工の仕事を続けるのは無理だと感じ、退院と同時に退職した。第2の人生に芸の道を志したのは、職場の先輩から「陽気で頓智がきく」と褒められたことも下地となっているが、「カネなし、コネなし、学歴なし」でも勝負できると考えたことが大きい。ミヤコ蝶々、藤田まこと、白木みのる、佐々十郎らの喜劇役者に弟子入り志願するが断られ、石井均に入門。1年後に杉浦エノスケから、人手が足りないからと吉本新喜劇に誘われて研究生として入団し、秋山たか志の付き人をしていたが、白木みのるの付き人が辞めたために人手が足りなくなり白木の付き人となる。のちになんば花月の舞台に端役で出演するようになり、『てなもんや三度笠』の着ぐるみの熊役がテレビ初出演となった。
妻となるヘレン杉本との馴れ初めは、扁桃腺が弱く熱を出したヘレンをきよし宅で静養させることを吉本幹部に命じられたことに遡る。きよし宅では一家総出でヘレンの看病に当たり、ヘレンはきよしの家族ともすぐ仲良くなった。きよしとの交際も始まり、やがて結婚を前提とした同居を始めた
低迷時代、きよしと坂田利夫はヘレンに食べさせてもらっており、3人で暮らしていた。また、同時期に共に苦労したレツゴー三匹のじゅんとも親友として知られており、きよしは「坂田くんとじゅんちゃんは、いつも自分のことを心配してくれる大事な人」とコメントしている。
しかし、当時吉本興業部長だった中邨秀雄は、人気女優だったヘレンと無名のきよしとの結婚に反対し、きよしに引退を迫ったが、「ヘレンを引退させて自分が芸を続ける。それを認めないなら夫婦そろって引退する」ときよしは主張したという。きよしとヘレンは1967年9月に結婚。ヘレンは主婦業に専念するため新喜劇を引退した。当時吉本のドル箱スターであったヘレンを引退させたきよしは会社・劇団から冷遇されてしまう。が、この時のきよしの不退転の覚悟が、程なく漫才で大ブレイクする原動力となる。

### やすきよ時代

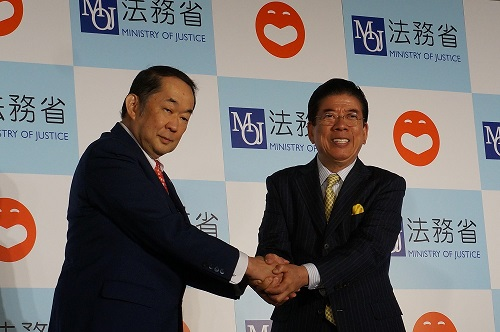
2017年7月12日、吉本興業東京本部にて法務大臣金田勝年（左）と

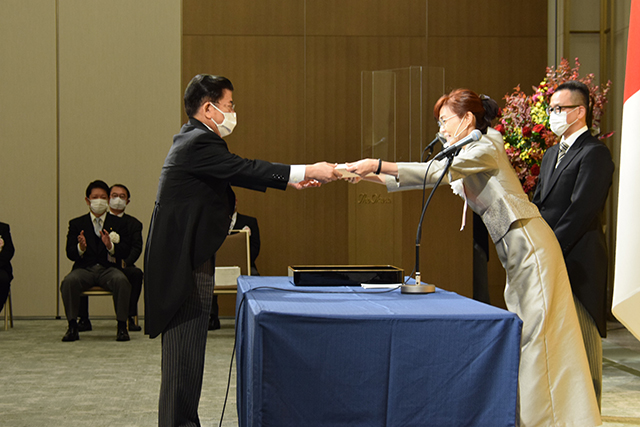
2020年11月4日、文化功労者顕彰式にて文部科学副大臣横田比奈子（右）から顕彰状を受領

1966年に中山礼子が間に入る形で、横山やすし（きよしと同じ高知県生まれの大阪府育ち）と漫才コンビを結成し、6月に京都花月で「自動車教習所」を演じ初舞台を踏み、めきめきと頭角を現す。1967年、デビュー10ヵ月後にして上方漫才大賞新人賞を受賞。第一次演芸ブーム（1965年 - 1970年）の折、東京ぼん太の後釜として起用されたフジテレビ「お茶の間寄席」司会や、朝日放送の全国ネット番組「てなもんや三度笠」のレギュラー出演等で東京に進出。1970年には上方漫才大賞を受賞。同年の相方のやすしの暴行事件をはじめとした不祥事でコンビ活動自粛の際も、「素人名人会」（毎日放送）「爆笑寄席」、「ナイトパンチ」、「パンチDEデート」（以上、関西テレビ）、「仁鶴・きよしのただいま恋愛中」、「プロポーズ大作戦」（以上、朝日放送）、「料理天国」（TBSテレビ）、「スター誕生!」（日本テレビ）などテレビ司会者としての露出が増え、さらに1980年代初頭の漫才ブームでは、人気が頂点に達した。
1986年、「中学校を出た人間が、高校しか出てない人間が、一生懸命やったらどのぐらいのことができるか、どれぐらいのことしかできないか、やってみたいです」と、参議院議員選挙に大阪選挙区から無所属で立候補し、当選した。義母の介護経験から福祉関連に力を入れ、「小さなことからコツコツと」をキャッチフレーズに3期18年間に渡る議員生活を展開した。参議院会派第二院クラブに所属し、福祉関係の充実を政策の中心とし、政治姿勢は全体的に保守系与党寄りであった。選挙では、『バラエティー生活笑百科』出演などで知られる弁護士の三瀬顕の推薦を受けていた。
1989年4月にやすしが自身の不祥事により吉本を解雇されたため、コンビは事実上の解散状態となり、以降は参議院議員と並行してソロでのタレント活動に専念する。なお、やすしとは吉本解雇時に「もう組みたくない」と冷たく突き放していたが、1996年1月にやすしが死去するまで定期的に連絡は取り合っていた。

### やすきよ解散後
1994年6月の第129回国会・参議院本会議の首班指名投票では、村山富市と海部俊樹に票が分散するなか、当時衆議院議長の土井たか子に票を投じ、1999年7月の第145回国会・参院本会議の国旗及び国歌に関する法律（国旗国歌法）の採決では賛成票を投じた。議員生活を通して政党に所属することはなく会派としての第二院クラブ消滅後は無所属の会、国会改革連絡会に所属。2003年には国会等移転特別委員長に就任した。
2004年1月、同年7月の参議院選挙に立候補をせず、政界から身を引きタレント活動に専念しつつ、引き続き福祉関係の活動を行っていくと発表した。
大平サブローとの「新やすし・きよし」での活動も行っている。
2006年8月29日に日本テレビ系で自身の半生を描いた「ヘレンときよしの物語」が『ドラマコンプレックス』にて放送された。きよし役は実息の忠志。
2015年末に受けた定期健診で初期の前立腺がんと診断され、手術を受けた。
2020年、漫才分野から初の文化功労者に選出された。

### 選挙歴
| 当落 | 選挙                     | 執行日         | 年齢 | 選挙区       | 政党   | 得票数      | 得票率 | 定数 | 得票順位 /候補者数 | 政党内比例順位 /政党当選者数 |
| ---- | ------------------------ | -------------- | ---- | ------------ | ------ | ----------- | ------ | ---- | ------------------ | ---------------------------- |
| 当   | 第14回参議院議員通常選挙 | 1986年07月06日 | 40   | 大阪府選挙区 | 無所属 | 102万2120票 | 26.1%  | 3    | 1/21               | /                            |
| 当   | 第16回参議院議員通常選挙 | 1992年07月26日 | 46   | 大阪府選挙区 | 無所属 | 97万5593票  | 30.6%  | 3    | 1/30               | /                            |
| 当   | 第18回参議院議員通常選挙 | 1998年07月12日 | 52   | 大阪府選挙区 | 無所属 | 105万7393票 | 26.4%  | 3    | 1/13               | /                            |

## エピソード
「やすし・きよし」を組んで2年目の1967年7月、TBS系全国ネットの公開バラエティー番組『植木等ショー』に、ミヤコ蝶々、平参平、藤田まことと共にゲスト出演した（収録は東京）。当時植木等の付き人を務めていた小松政夫によると、この際に植木が優しくしてくれたことを、今でもきよしは恩義に感じているという。
京都の仕事の帰りに稽古の事でやすしと揉め、背広がボロボロになるほどの掴みあいの喧嘩になった末、やすしは「解散や!」と怒鳴り散らしその場を後にした。後日事務所に向かい解散の旨を伝えると、事務所の偉いさんから「解散するのはかまへんが、台本も出来上がってるし残った仕事してもらわんと困る」と諭され、思いとどまる。その時に発した「今後も小さなことからコツコツやらさせてもらいます」というセリフが後に芸人仲間等で語られるようになり、いつしか「小さなことからコツコツと」というギャグになったとされる。
1986年、参議院議員として国会に初登院し中曽根康弘に首班指名の投票後、帰阪。すると中曽根からきよし宛に「本日は首班指名に中曽根康弘とお書きいただいて、まことにありがとうございます」と丁寧なお礼をもらい感激したとかつて語っていた。
政界引退を間近に控えた2004年6月3日、参院厚生労働委員会で小泉純一郎首相らに対し、議員として最後の質問を行う予定だったが、突然自民・公明の与党により審議中の年金改革関連法案を強行可決されてしまい、質問を行うことができず、採決にも加われなかった。これについてきよしは「期末試験もないまま卒業式に出て行けと締め出されたようです」とコメントした。
誠実で穏やかな人柄で知られるが、実は頑固者で、元マネージャーの木村政雄は自著「やすきよと過ごした日々」にて、「やすしさんは我が儘を言うが、説得する余地があることも多かった。きよしさんは一度こうだ、と決めると、説得をしても絶対に動かず、我を貫き通す人だった」と回想している。
その反面『田舎に泊まろう!』に出演した際、宿泊させてもらった個人宅にみやげを送り続けているなど律儀な側面も持つ。
長男の忠志が高校生のころ、友達が禁止されていた買い食いをしようとしていた。忠志は「買い食いはいけない」と最初は反対したものの、友達に流されてしまい、困り果てて家にいたきよしに電話し、「お父さん、僕もカレー食べていいか」と話したところ、きよしは涙ながらに「食べてええで、学校には後で父さん謝りに行ったる」と返した。普段から真面目で友達想いな忠志の事を知る教師は、忠志含め友人の行動を注意はしたが、何かしらの処罰は無かった。後日、きよしが一家団欒しながら「いろいろ苦労したが、大好きな家族とこうして豊かな食卓を囲めるようになった」ことをしみじみ感じ、「幸せやなあ」と涙を流した。それを見た次男の弘志が台所で料理をするヘレンのもとへ行き、「お母さん、お父さんが『幸せや』言うて泣いてんで」と報告したところ、ヘレンも野菜を切りながら「私も幸せやー」と号泣していたという。
関ジャニ∞の村上信五曰く、新幹線でお弁当を食べている西川に挨拶に行くとお弁当をバーン！と吹っ飛ばしながら立ち上がり「いつもヘレンがお世話になってます」(当時村上は西川ヘレンと番組で共演していた。)と挨拶し、村上が「師匠！お弁当落ちましたよ！」と言っても全く気にしていなかった。この様に、後輩芸人やタレントに対しても、穏やかで誠実で腰が低い姿勢は、多くの人に愛されている。

## 弟子

### 直弟子
- 西川啓二（森啓二・喜多洋司）
- 西川のりお
- 淀公二（のりおの元相方）
- 西川こうじ
- 西川ひさし（本名：小川寿士。立憲民主党・元さいたま市議会議員、現埼玉県議会議員)
- 西川まさと（死去[25]）

他

### 孫弟子
いずれものりおの弟子
- 西川小のり
- のりはじめ（廃業）
- のりのり（後にボソボソ、廃業）
- 小ざる （元々は桂きん枝の弟子で落語家時代の芸名は桂きん八。後に「なにわ突撃隊」のメンバーとして活躍、現在の活動は不明）

他（いずれものりおの付き人）
- 桂きん太郎（きん枝の門下）
- トミーズ健

## 演じた俳優
- 西川弘志（本人の次男：関西テレビ「花王名人劇場・西川ヘレン物語…白地ニ赤ク…」1987年）
- 生瀬勝久（TBSテレビ「横山やすし追悼ドラマ 俺は浪花の漫才師 笑わせまっせ泣かせまっせ! 波瀾万丈の51年を生きた最後の芸人」1997年 ※VHS版タイトル「おこるで、しかし!俺は浪花の漫才師 横山やすし一代記」）
- 板尾創路（関西テレビ「横山やすしフルスロットル」2004・2005年）
- 高井俊彦（吉本新喜劇「オヨヨ!!三枝誕生物語」2012年）
- 西川忠志（本人の長男：日本テレビ「DRAMA COMPLEX・ヘレンときよしの物語」2006年、舞台「吉本百年物語 日本全国、テレビで遊ぼ」2012年）
- 中川礼二（NHK BSプレミアム「ひとつ星の恋〜天才漫才師 横山やすしと妻〜」2014年11月23日・11月30日）

## 出演

### 現在のレギュラー番組
テレビ
- 西川きよしのコツコツ大冒険!（2023年7月 - 、BSよしもと）

ラジオ
- ありがとう浜村淳です土曜日です（MBSラジオ）

### 現在のレギュラー特番
- 春一番!笑売繁盛（毎日放送・毎年1月4日）
- やすしきよしの夏休み（関西テレビ）
- 爆笑! こうなる宣言（関西テレビ）

### 過去のレギュラー番組
テレビ
- バラエティー生活笑百科（NHK総合テレビ、ただし最初の1年間のみ）
- かんさい特集『きよしとよしみの浪速ナイトショー』（NHK大阪放送局・毎月1回金曜日）
- ごごナマ「おいしい金曜日」（2017年4月7日 - 2021年3月5日、NHK大阪放送局）
- 西川きよしのバンザイ家族（NHK BS2）
- 素人名人会（毎日放送）
- ヤングおー!おー!（毎日放送）
- モーレツ!!しごき教室（毎日放送）
- サンデーお笑い生中継（毎日放送）
- 婚約診断スイッチON（毎日放送）
- やすきよの結婚します（毎日放送）
- すてきな出逢い いい朝8時（毎日放送）
- 三枝きよし興奮テレビ（毎日放送）
- よしもと新喜劇（毎日放送）
- 満開!ハッスル家族（毎日放送）
- てなもんや三度笠（朝日放送）
- ただいま恋愛中（朝日放送）
- シャボン玉プレゼント（朝日放送）
- 笑って笑って30分!（朝日放送）
- プロポーズ大作戦（朝日放送）
- 満開!ピープルテレビ（朝日放送）
- 霊感ヤマカン第六感（朝日放送） - 霊感ゲームの問題ではきよしに対して「プロポーズ」が出された
- 西川きよしのおしゃべりあるき目です（2014年4月 - 2016年3月、朝日放送）
- きよし・黒田の今日もへぇーほぉー（2016年4月 - 2017年9月、朝日放送）
- 西川きよしの大阪探検（テレビ大阪）
- きよし・なるみのめっちゃ!漫才（テレビ大阪・不定期）
- 爆笑寄席（関西テレビ）
- 4時だぜ飛び出せわいわいワイド（関西テレビ）
- ナイトパンチ（関西テレビ）
- パンチDEデート（関西テレビ）
- 相性診断!あなたと私はピッタンコ（関西テレビ）
- 花王名人劇場（関西テレビ）※不定期
- やすきよのスター爆笑Q&A（よみうりテレビ）
- やすきよの腕だめし運だめし（よみうりテレビ）
- 目玉とメガネ（よみうりテレビ）
- 秘密のケンミンSHOW（2007年10月 - 2020年3月、読売テレビ制作、日本テレビ系）※西川きよしは高知県出身であるが大阪府民として出演。2020年4月、「秘密のケンミンSHOW 極」へ番組リニューアル後はレギュラーパネラーを勇退し、（普通の）ケンミンスターとして不定期出演することとなった。[26]
- 歌まね振りまねスターに挑戦!!（日本テレビ）
- 和朗亭（近畿放送テレビ）
- 西川きよしのご縁です!（東海テレビ）
- おはよう!こどもショー（日本テレビ）
- テレビ三面記事 ウィークエンダー（日本テレビ）
- スター誕生!（日本テレビ）
- ワールドクイズ ザ・びっくり地球人!（日本テレビ）
- 象印ライバル対抗大合戦!（テレビ朝日）
- 話題独占!全国歌謡ネットワーク（テレビ朝日）
- やすきよ笑って日曜日（テレビ朝日）
- ビデオあなたが主役（テレビ朝日）
- 料理天国（TBSテレビ）
- 反応ゲーム2つに1つ（TBSテレビ）
- お茶の間寄席（フジテレビ）
- THE MANZAI（フジテレビ）
- 世界の超豪華・珍品料理（フジテレビ）
- 西川きよしの目玉報道（テレビ東京、BSジャパン・不定期）

ラジオ
- ポップ対歌謡曲（朝日放送）
- きよし・八方のポン♪カラ♪リン（2010年4月 - 2014年3月、朝日放送）
- お笑い編集室（毎日放送）
- 笑え!MBSヤングタウン（毎日放送）
- 土曜だ12時だ（ラジオ大阪）
- アステラス製薬 presents 前立腺がんとむきあう、がんの学校（2016年11月 - 2017年10月、TBSラジオ）

### 映画
- 透明剣士（1970年、大映京都）
- 舞妓はんだよ全員集合!!（1972年、松竹）
- ヤングおー!おー!日本のジョウシキでーす!（1973年、東映）
- じゃりン子チエ（アニメ映画。1981年、東宝） - 小鉄の声
- ゴルフ夜明け前（1987年、東宝） - 西郷隆盛 役
- 砂の上のロビンソン（1989年、ATG） - 電車のサラリーマン
- 明日があるさ THE MOVIE（2002年、東宝） - 経済産業大臣 役
- 決算! 忠臣蔵（2019年、松竹）

### テレビドラマ
- 連続テレビ小説（NHK）
  - 鮎のうた（1980年） - 五郎 役
  - マッサン（2014年） - 田中大作 役
  - わろてんか（2017年） - 横山治平　役
- 『土曜ワイド劇場』「私は見た! 雨の中の殺人」（1980年、朝日放送）
- 西部警察 第89話「もうひとつの勲章」（1981年、ANB/石原プロ） - 友情出演
- 『月曜ドラマランド』「ぐうたらママ」（1983年 - 1984年、フジテレビ） - 偶山カツ男 役
- 西部警察 PART-III 第50話「京都・幻の女殺人事件 －京都篇－」（1984年、ANB/石原プロ） - 友情出演
- 『花王名人劇場』「春山課長三十六歳」（1985年 - 1986年、関西テレビ）
- 『花王ファミリースペシャル』「西川ヘレン物語」（1990年、関西テレビ） - きよし（次男の弘志が演じる）の父
- 水戸黄門（TBS / C.A.L）
  - 第20部 第13話「ドジな男の恩返し -高知-」（1991年2月4日） - 久三 役
  - 最終回スペシャル（2011年12月19日） - 井上玄桐 役
- 名奉行 遠山の金さん 第4シリーズ 第11話「殺人者は振り袖の美女」（1992年2月6日、ANB / 東映） - 小山田平左衛門 役
- オカン（2000年、YTV） - 電気店の店主 役
- 『ドラマコンプレックス』「きよしとヘレンの物語」（2006年、日本テレビ） - きよし（長男の忠志が演じる）の父・義道
- ヤンキー母校に帰る〜旅立ちの時 不良少年の夢（2005年、TBS） - 桜庭貞雄 役
- ロング・ウェディングロード!〜東京VS大阪ワケアリ婚物語（2007年、TBS） - 西宮和雄 役
- 鈴子の恋 ミヤコ蝶々女の一代記（2012年、東海テレビ） - 秋田實 役（特別出演）
- 明日があるさ（2001年、日本テレビ） - 西川きよし役

### CM
- メタル印度カレー
- サントリー「ナマ樽」
- 富士屋「人形」
- 久光製薬
- 兵庫県
- 日本道路公団
- 豊丸産業
- キューサイ
- メガネの三城 - 西川ヘレンと共演
- アメリカンドラッグ「キムコ」
- 鈴木自動車工業「キャリイ」（1972年 - 1981年）
- 信託銀行「貸付信託」（1975年）- 西川ヘレンと共演
- コニカ「愛情コニカ」（1977年）- 西川ヘレンと共演
- 大正製薬「殺虫ゾル」（1981年）
- 東芝「優凍生」（1983年 - 1985年）
- 高知県観光コンベンション協会（2003年）
- ミツカン「かおりの蔵」（2004年 - 2006年）
- チームマイナス6%運営事務局「チームマイナス6%」（2005年）
- アサヒ飲料「WONDA モーニングショット」（2005年）
- 東洋水産「スマイル工場」（2009年）
- 日本コカ・コーラ「ジョージア」（2012年）
- 大阪府警察「G20大阪サミット」（2019年）[27]
- 環境省「レジ袋有料化」（2020年 - 2022年）
- 日本スポーツ振興センター「MEGA BIG」（2020年）[28]
- 内閣府「新型コロナウイルス対策 ワクチン接種までの流れ」（2021年）- 西川ヘレンと共演[29]
- フーズネット「にぎり長次郎」（2021年 - 2022年）[30]
- 厚生労働省「転倒・腰痛予防」（2022年 - ）
- 明治「メイバランスMiniカップ」（2024年 - ）[31]

## レコード
- ひと目逢ったその日から / パンチ体操（1975年、ミノルフォン KA-583。桂三枝とのデュエット）
- 愛妻ものがたり / 笑ってください（1975年、キング BS-1984）
- 子供が三人おりますねん（1979年、ポリドール DR-6313。B面は西川ヘレン「約束」） - 約7万枚を売り上げた[32]。